# Лепша (приток Солоницы)
Лепша — река, протекающая в Фурмановском районе Ивановской области России. Устье реки находится в 108 км от устья Солоницы по правому берегу. Длина реки составляет 14 км, площадь водосборного бассейна — 85,3 км².
На берегу реки стоит деревня Мостечное Хромцовского сельского поселения. Левый приток Лепши Галка протекает через Дуляпино.

## Данные водного реестра
По данным государственного водного реестра России относится к Верхневолжскому бассейновому округу, водохозяйственный участок реки — Волга от Рыбинского гидроузла до города Кострома, без реки Кострома от истока до водомерного поста у деревни Исады, речной подбассейн реки — Волга ниже Рыбинского водохранилища до впадения Оки. Речной бассейн реки — (Верхняя) Волга до Куйбышевского водохранилища (без бассейна Оки).
Код объекта в государственном водном реестре — 08010300212110000011313.